# دان بكنغهام
دان بكنغهام (بالإنجليزية: Dan Buckingham) هو لاعب اتحاد الرغبي نيوزيلندي، ولد في 25 سبتمبر 1980 في إنفركارجل في نيوزيلندا.

## روابط خارجية
- دان بكنغهام على موقع Paralympic.org (الإنجليزية)
- دان بكنغهام على موقع اللجنة البارالمبية النيوزيلندية (الإنجليزية)